# Cecylia z Rzymu
Św. Cecylia z Rzymu (łac. Caecilia, cs. Мученица Кики́лия Римская; zm. ok. 230) – rzymska męczennica wczesnochrześcijańska, dziewica, święta Kościoła katolickiego i prawosławnego.

## Życiorys
Najstarsza wzmianka o Cecylii znajduje się w Martyrologium Hieronymianum . Zasadniczym dokumentem o życiu Cecylii jest pochodzące z V wieku Passio, będące pozbawionym faktograficznej wartości opowiadaniem, niemniej samo istnienie Cecylii uznaje się za fakt historyczny.
Męczeństwo Cecylii jest zazwyczaj datowane na czasy panowania Aleksandra Sewera (choć wg innych źródeł tenże sprzyjał chrześcijanom), przy czym proponowano też daty o kilkadziesiąt lat wcześniejsze jak i późniejsze . Wiadomo, że była pochowana w katakumbach w pobliżu papieży Urbana (222–230) i Poncjana (230–235) .

### Legenda
Cecylia urodziła się na początku III wieku. Jako chrześcijanka złożyła śluby czystości, i pomimo że zmuszono ją do małżeństwa z ówczesnym poganinem Walerianem, nie tylko nie złamała ślubu, lecz jeszcze nawróciła swego męża i jego brata Tyburcjusza. Z powodu wiary najpierw ścięto Waleriana i jego brata, a następnie aresztowano również Cecylię. Odmówiła ona oddania czci bóstwom rzymskim, została więc zamknięta w caldarium łaźni, a w piecu podgrzewającym wodę rozpalono jak największy ogień, by ją udusić. Ponieważ Cecylia przeżyła, postanowiono ją ściąć. Pomimo trzech ciosów w szyję nie udało się odciąć jej głowy - Cecylia zmarła dopiero po trzech dniach.
Jakub de Voragine w Złotej legendzie opisuje historię nawrócenia męża Cecylii – św. Waleriana. Podczas nocy poślubnej święta wyznała mu, że towarzyszy jej anioł, który strzeże czystości jej ciała. Ujrzenie go przez Waleriana jest możliwe tylko wtedy, jeśli przyjmie on chrzest i „oczyści się”. Waleriana ochrzcił papież Urban I. Po powrocie do Cecylii, Walerian znalazł ją w towarzystwie anioła trzymającego dwa wieńce z róż i lilii. Po wręczeniu wieńców Cecylii i Walerianowi anioł powiedział: „Te wieńce przez zachowanie czystości zachowajcie nietknięte, bom je wam od Boga przyniósł”. Wieńce te miały być niewidoczne dla osób nieczystych.
W 1600 Antonio Bosio wydał Historia passionis b. Caeciliae virginis.

## Relikwie

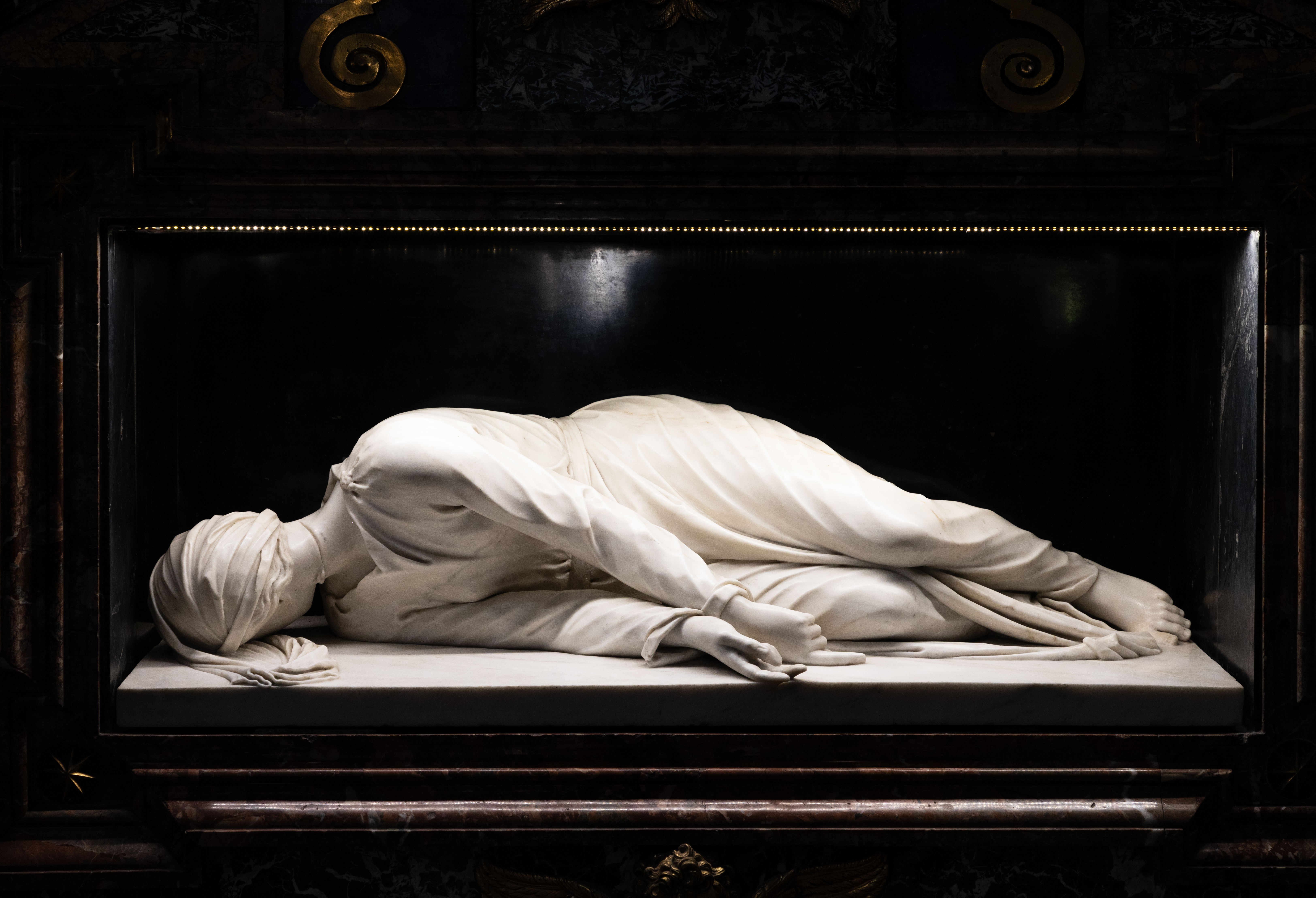
Święta Cecylia, rzeźba autorstwa Stefano Maderno przedstawiająca świętą w pozycji w jakiej znaleziono jej relikwie w 1599 roku. Bazylika św. Cecylii na Zatybrzu, Rzym.

Ciało Cecylii odnaleziono w nienaruszonym stanie w 822 roku w katakumbach św. Kaliksta i przeniesiono je do bazyliki św. Cecylii na Zatybrzu, wybudowanej już w IV wieku na miejscu domu świętej.
19 października 1599 roku Paolo Emilio Sfondrati (kardynał tytularny bazyliki św. Cecylii), podczas prac renowacyjnych zainicjowanych przez niego, w obecności świadków (m.in. kardynała Baroniusza) dokonał identyfikacji relikwii męczennicy. W sarkofagu odnaleziono cyprysową skrzynię, a w niej nietknięte przez czas ciało leżące na prawym boku przykryte jedwabnym welonem przesiąkniętym krwią, pod nim widoczna była suknia przetykana złotą nicią. Wezwano rzeźbiarza Stefano Maderno, by sporządził rysunek ciała św. Cecylii. Następnie wykorzystał on ten rysunek do wyrzeźbienia marmurowego posągu przedstawiającego św. Cecylię w pozycji, w jakiej odnaleziono jej ciało w 1599.

## Patronat
Święta Cecylia jest patronką chórzystów, lutników, muzyków, organistów, zespołów wokalno-muzycznych. Przez mylne odczytanie antyfony z jej Passiones przypisano św. Cecylii grę na organach.
Co roku w Salezjańskiej Szkole Organowej im. kard. Augusta Hlonda w Szczecinie, 22 listopada organizowany jest koncert ku czci patronki muzyki kościelnej. Od imienia świętej Cecylii pochodzi nazwa Polickich Dni Muzyki „Cecyliada” odbywających się od 1994 roku w Policach.
Męczennica Cecylia uznawana jest za świętą, a jej imię wymieniane jest w Kanonie Rzymskim.

## Ikonografia
Prawdopodobne jest jednak, że grała na innym instrumencie, gdyż ówczesne kobiety rzymskie często kształciły się w grze na harfie. W ikonografii chrześcijańskiej św. Cecylia przedstawiana jest jako orantka, w późniejszych wizerunkach: w tunice, z palmą męczeńską w dłoni.
Atrybutami świętej są: anioł, instrumenty muzyczne (cytra, harfa, lutnia, organy), płonąca lampka, miecz, wieniec z białych i czerwonych róż (oznaczające niewinność i męczeństwo).

### Święta Cecylia w malarstwie

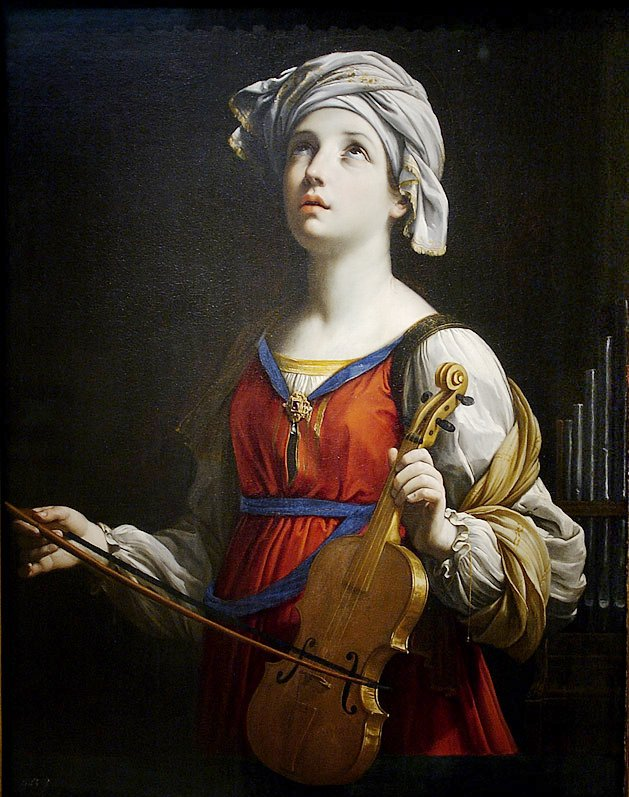
Guido Reni: Św. Cecylia (1606)
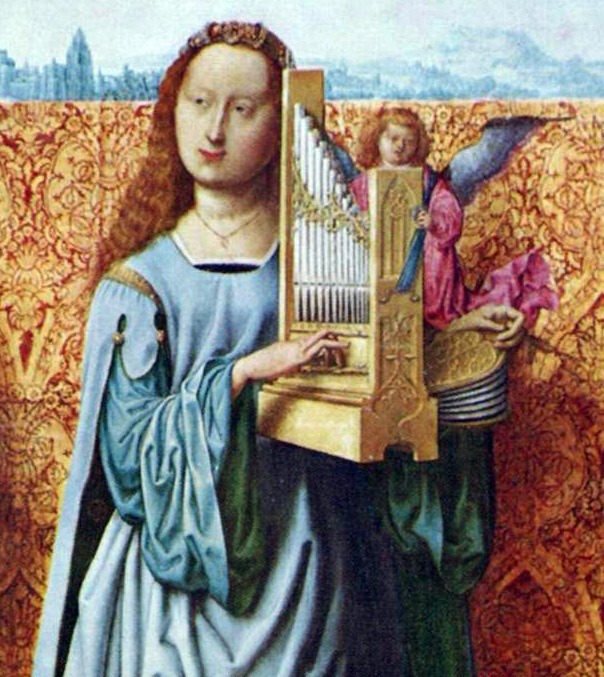
Święta Cecylia patronka muzyki kościelnej, grająca na portatywie (1501)
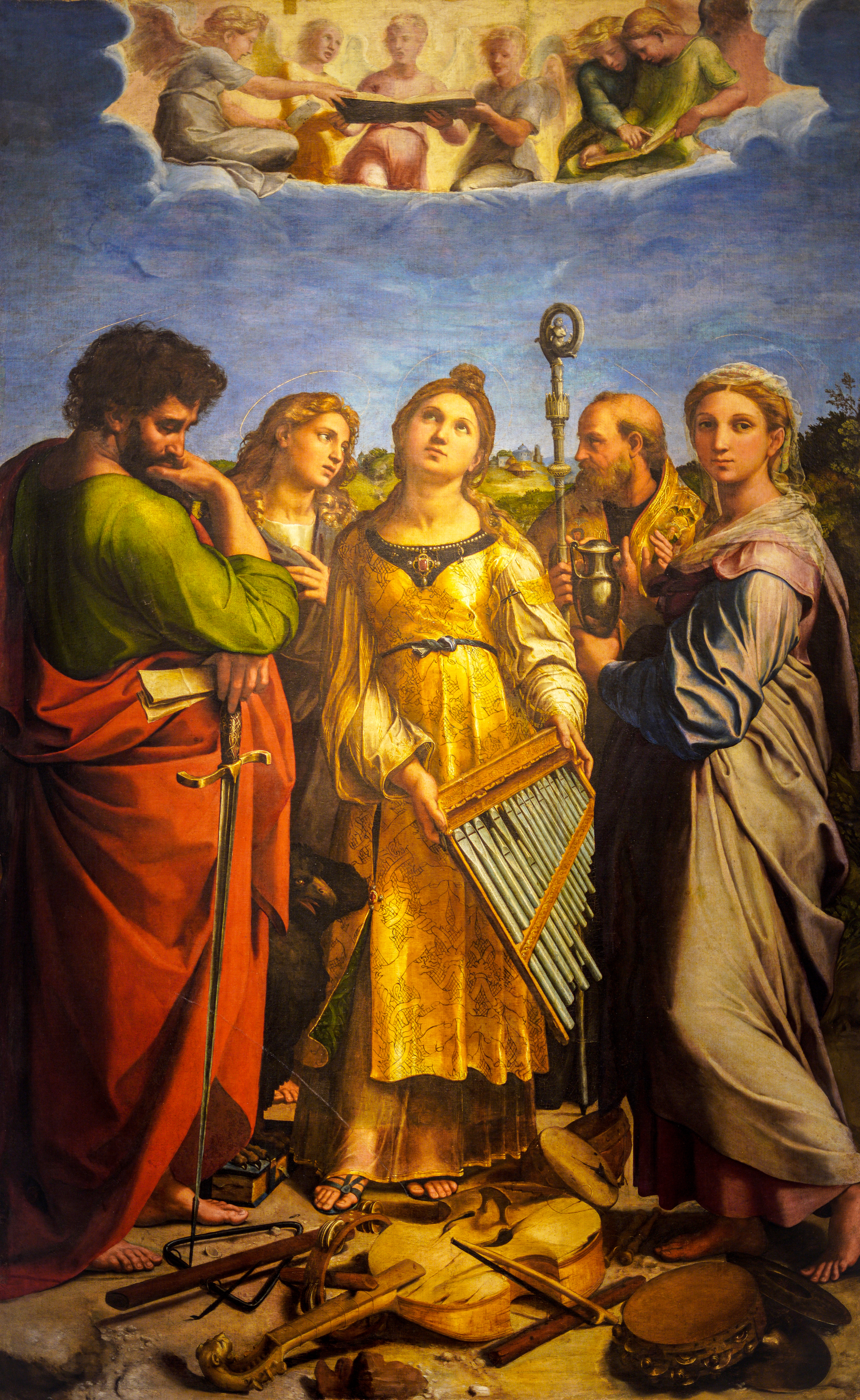
Rafael Santi: Ekstaza św. Cecylii (ok. 1514)
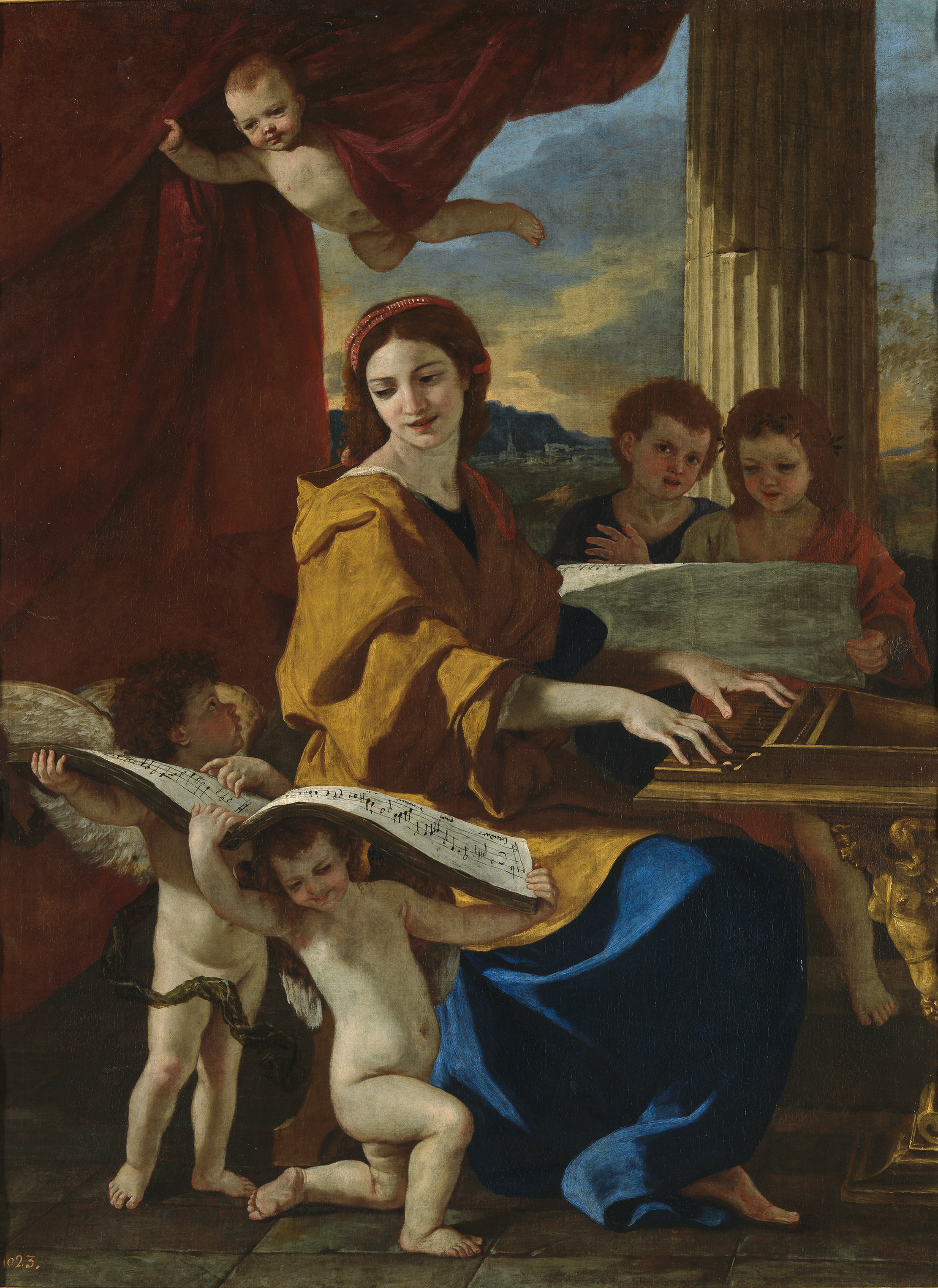
Nicolas Poussin: Święta Cecylia (1628)
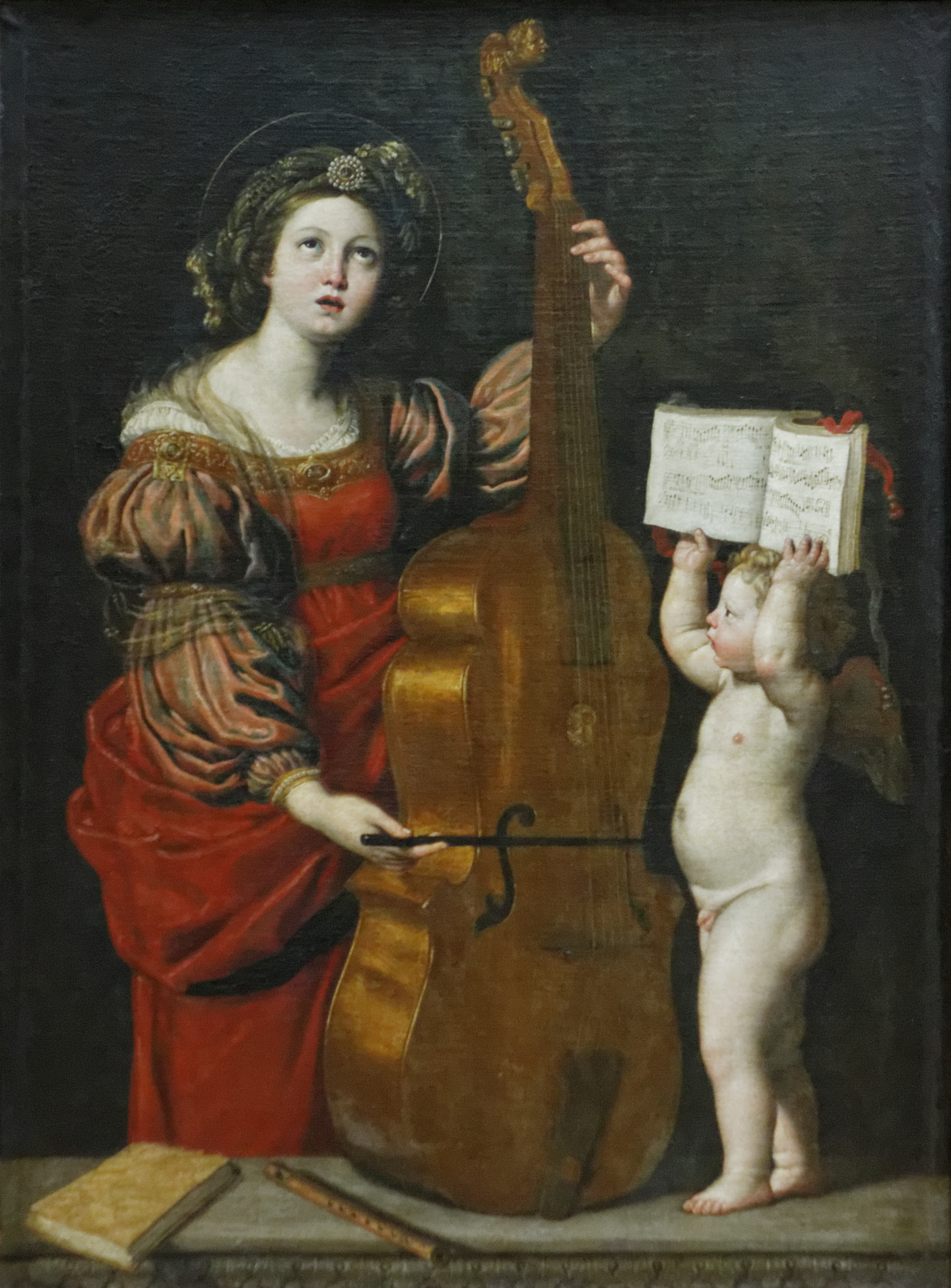
Domenichino: Św. Cecylia z aniołem (1618), Luwr
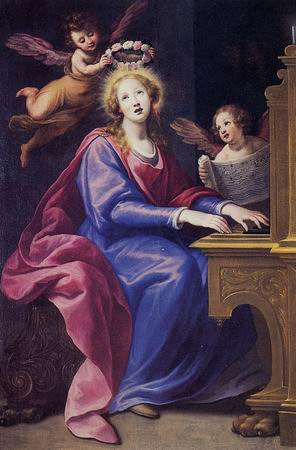
Matteo Rosselli: Święta Cecylia

## Dzień obchodów
Wspomnienie liturgiczne św. Cecylii obchodzone jest w Kościele katolickim 22 listopada. Cerkiew prawosławna wspomina męczennicę Cecylię Rzymską i świętych męczenników: Waleriana i Towarzyszy, 22 listopada/5 grudnia, tj. 5 grudnia według kalendarza gregoriańskiego.